# Prasek
Prasek (německy Prasek) je obec v okrese Hradec Králové v Královéhradeckém kraji. Leží asi pět kilometrů východně od města Nový Bydžov. Žije zde 617 obyvatel.

## Historie
První písemná zmínka o obci pochází z roku 1312.

## Obyvatelstvo
| Rok            | 1869 | 1880  | 1890  | 1900  | 1910  | 1921  | 1930 | 1950 | 1961 | 1970 | 1980 | 1991 | 2001 | 2011 | 2021 |
| -------------- | ---- | ----- | ----- | ----- | ----- | ----- | ---- | ---- | ---- | ---- | ---- | ---- | ---- | ---- | ---- |
| Počet obyvatel | 995  | 1 057 | 1 076 | 1 125 | 1 048 | 1 008 | 908  | 687  | 639  | 605  | 568  | 553  | 562  | 600  | 606  |
| Počet domů     | 163  | 175   | 180   | 189   | 197   | 197   | 205  | 207  | 192  | 187  | 168  | 210  | 223  | 232  | 246  |

## Obecní správa
V letech 1961–1991 k obci patřila Kobylice.

### Obecní symboly
Znak a vlajka byly obci uděleny rozhodnutím předsedy Poslanecké sněmovny Parlamentu České republiky dne 15. dubna 2010.

## Významní rodáci
- Bohumil Němec (1873–1966), botanik a vědec